# John Belchier
John Belchier (n. 1706, Kingston upon Thames⁠(d), Anglia, Regatul Unit – d. 6 februarie 1785, Londra, Regatul Marii Britanii) a fost un chirurg englez.
A introdus o metodă nouă în observarea țesuturilor (utilizarea unei culori de marcaj).
De asemenea, a studiat formarea oaselor.
Pentru contribuțiile sale, în 1937 i s-a decernat Medalia Copley.